# Никола, Давиде
Давиде Никола (итал. Davide Nicola; род. 5 марта 1973, Лузерна-Сан-Джованни, Пьемонт) — итальянский футболист и футбольный тренер.

## Карьера игрока
Воспитанник итальянского «Дженоа». За основную команду выступал с 1992 по 2002 год. За это время сыграл 167 матчей и забил 4 гола в Серии B (2-й уровень в системе лиг Италии).
В сезоне 1993/94 был в аренде в «Андрии». Сыграл 26 матчей в Серии B.
В сезоне 1994/95 был в аренде в «Анконе». Сыграл 27 матчей в Серии B.
В сезоне 1998/99 был в аренде в «Пескаре». Сыграл 7 матчей в Серии B.
С 2002 по 2005 год играл за «Тернану». Сыграл 94 матча и забил 5 голов в Серии B.
В сезоне 2004/05 был в аренде в «Сиене». Сыграл 15 матчей в Серии A (высший дивизион чемпионата Италии).
В сезоне 2005/06 выступал за «Торино». Сыграл 39 матчей и забил 2 гола в Серии B (включая плей-офф). В чемпионате клуб занял 3-е место, дающее путёвку в плей-офф. В плей-офф команда прошла «Чезену» и «Мантову» и вышла в Серию A.
В сезоне 2006/07 выступал за «Специю». Сыграл 30 матчей в Серии B (включая плей-офф).
В сезоне 2007/08 выступал за «Равенну». Сыграл 18 матчей в Серии B.
С 2008 по 2010 год выступал за «Лумедзане». Сыграл 54 матча и забил 2 гола в Серии C (3-й уровень в системе лиг Италии).

## Карьера тренера
Карьеру тренера начал там, где завершил карьеру игрока — в «Лумедзане». Возглавлял команду с 2010 по 2012 год. В сезоне 2010/11 клуб занял 7-е место в Серии C, набрав 46 очков. В сезоне 2011/2012 клуб занял 8-е место в Серии C, набрав 43 очка.

### «Ливорно»
Летом 2012 года возглавил «Ливорно». В сезоне 2012/13 команда заняла 3-е место в Серии B, набрав 80 очков, и вышла в плей-офф. В плей-офф прошли «Брешиа» и «Эмполи» и вышли в Серию A. В январе 2014 года был уволен. После 19-ти игр в Серии A команда шла на предпоследнем, 19-м, месте и имела в активе 13 очков. От спасительного 17-го места её отделяло 4 очка. В апреле того же года снова возглавил команду. После 34-х игр клуб шёл на 19-м месте, имея в активе 25 очков. От 17-го места отставал на 3 очка. Команда проиграла 4 матча, заняла последнее место и вылетела в Серию B.
В ноябре 2014 года возглавил «Бари». После 14-ти туров клуб шёл на 12-м месте в Серии B, имея в активе 16 очков. При Николе команда набрала 38 очков в 28 играх и заняла 10-е место. В декабре 2015 года был уволен. После 21-го тура команда шла на 6-м месте, имея 35 очков.

### «Кротоне»
Летом 2016 года возглавил «Кротоне», представляющий Серию A. В сезоне 2016/17 команда заняла 17-е место, набрав 34 очка, и сохранила прописку в чемпионате. От зоны вылета её отделяло всего 2 очка. В следующем сезоне Никола принял решение не работать с «Кротоне», объявив 6 декабря 2017 года о своём уходе с поста главного тренера. После 15-ти туров команда занимала 16-е место, находясь в 2-х очках от зоны вылета.

### «Удинезе»
13 ноября 2018 года стал главным тренером «Удинезе». 20 марта 2019 года отправлен в отставку.

### «Дженоа»
28 декабря 2019 года назначен главным тренером «Дженоа». 26 августа 2020 года был отправлен в отставку.

### «Торино»
19 января 2021 года назначен главным тренером «Торино».

### «Салернитана»
15 февраля 2022 года возглавил замыкавшую турнирную таблицу Серии A 2021/22 после 25-го тура «Салернитану». Тогда команда набрала лишь 13 очков в 23 матчах и находилась на последнем месте, но при новом тренере в оставшихся 15 играх набрал 18 очков и смог сохранить прописку в высшем дивизионе по итогам финального тура благодаря ничейной игре «Кальяри» и «Венеции». Клуб стал четвёртым по счёту после «Кротоне», «Дженоа» и «Торино», кого Никола спасал от вылета из Серии А. По ходу этого сезона Никола пообещал пройти пешком от Салерно до Рима, а это примерно 300 километров с целью встретиться или хотя бы увидеть папу римского. 16 января 2023 года Никола был уволен после поражения в матче с «Аталантой» (2:8). На момент увольнения тренера команда находилась на 16-м месте с 18 очками, находясь в 9 очках от зоны вылета. Однако через пару дней Никола вернулся на прежнюю должность.

### «Эмполи»
В начале 2024 года возглавил «Эмполи», сразу выдав 6-матчевую серию без поражений (3 победы, 3 ничьи), однако в последующих 3 играх проиграл «Кальяри», «Милану» и «Болонье» с одинаковым счётом 1:0.

### «Кальяри»
Уже в июле 2024 года сменил Клаудио Раньери во главе «Кальяри». Дебютный матч пришёлся на 1-й этап Кубка Италии, на котором «Кальяри» победил «Лумедзане» со счётом 3:1. Первый же матч в чемпионате — против «Ромы», завершился вничью 0:0.

## Достижения

### В качестве игрока
«Торино»
- Победитель плей-офф за выход в Серию A: 2005/06

### В качестве тренера
«Ливорно»
- Победитель плей-офф за выход в Серию A: 2012/13

## Тренерская статистика
| Лумедзане   | 13 июля 2010    | 6 июня 2012     | 52  | 26  | 18  | 8   | 050,00 |
| Ливорно     | 6 июня 2012     | 13 января 2014  | 69  | 29  | 18  | 22  | 042,03 |
| Ливорно     | 19 апреля 2014  | 30 июня 2014    | 4   | 0   | 0   | 4   | 000,00 |
| Бари        | 17 ноября 2014  | 31 декабря 2015 | 50  | 20  | 13  | 17  | 040,00 |
| Кротоне     | 1 июля 2016     | 6 декабря 2017  | 56  | 13  | 10  | 33  | 023,21 |
| Удинезе     | 13 ноября 2018  | 20 марта 2019   | 15  | 4   | 4   | 7   | 026,67 |
| Дженоа      | 28 декабря 2019 | 26 августа 2020 | 21  | 8   | 4   | 9   | 038,10 |
| Торино      | 19 января 2021  | 30 июня 2021    | 20  | 5   | 9   | 6   | 025,00 |
| Салернитана | 15 февраля 2022 | 15 февраля 2023 | 38  | 9   | 12  | 17  | 023,68 |
| Эмполи      | 15 января 2024  | 2 июля 2024     | 18  | 6   | 5   | 7   | 033,33 |
| Кальяри     | 5 июля 2024     | 4 июня 2025     | 41  | 11  | 9   | 21  | 026,83 |
| Кремонезе   | 2 июля 2025     |                 | 1   | 0   | 1   | 0   | 000,00 |
| Итого       | Итого           | Итого           | 411 | 133 | 106 | 172 | 032,36 |

## Личная жизнь
У Николы был сын, Алессандро. Он погиб в ДТП в 2014 году в возрасте 14-ти лет.